# Segunda Divisão (São Tomé und Príncipe)
Die Segunda Divisão ist die zweithöchste Fußballliga auf der Insel São Tomé, die Teil des nationalen Ligasystems von São Tomé und Príncipe ist. Sie wird von der Federação Santomense de Futebol (FSF) organisiert und stellt die direkte Unterbauklasse zum Campeonato Santomense dar.

## Geschichte
Die Segunda Divisão wurde im Jahr 2009 gegründet, um den wachsenden Bedarf an einer strukturierten und leistungsorientierten zweiten Spielklasse zu decken. Sie ist ausschließlich für Vereine der Insel São Tomé vorgesehen; für die Insel Príncipe existiert ein separates Ligasystem, das aber nur eine Liga hat.

## Modus
In der Segunda Divisão treten derzeit zehn Mannschaften an, die im Ligamodus mit Hin- und Rückspielen gegeneinander spielen. Die zwei besten Mannschaften steigen in den Campeonato Santomense auf, die beiden schlechtesten Teams steigen in den Campeonato Nacional da Divisão de Honra ab.

## Teilnehmende Mannschaften (Saison 2025)
Folgende Mannschaften spielen in der Saison 2025 in der Segunda Divisão:
- AD Kê Morabeza
- CD Conde (N)
- BUFC Caixão Grande (A)
- Marítimo Micoló (N)
- GD Cruz Vermelha
- UD Ribeira Peixe
- Desportivo Palmar Lusitano (A)
- Porto Folha Fede
- FC Neves
- UD Correia

## Bisherige Meister und Auf- und Absteiger
| Saison  | Meister                    | Mitaufsteiger                              | Absteiger |
| ------- | -------------------------- | ------------------------------------------ | --- |
| 2009/10 | UD Ribeira Peixe           | FC Neves                                   | keine |
| 2011    | Aliança Nacional           | Agro-Sport Monte Café                      | keine |
| 2012    | CD Guadalupe               | Juba de Diogo Simão                        | Gruppe A: Desportivo Palmar Lusitano, UD Santa Margarida, Porto Folha Fede Gruppe B: Andorinha SC, Marítimo Micoló, AD Kê Morabeza |
| 2013    | FC Neves                   | Santana FC                                 | UD Ribeira Peixe, SC São Tomé |
| 2014    | Porto Folha Fede           | UD Correia                                 | UDESCAI, GD Cruz Vermelha |
| 2015    | Agro-Sport Monte Café      | Trindade FC, Inter Bom-Bom, AD Kê Morabeza | UD Ribeira Peixe, Benfica Porto Alegre                                                                                             |
| 2016    | FC Neves                   | UDESCAI                                    | Marítimo Micoló, Juba de Diogo Simão                                                                                               |
| 2017    | SC São Tomé                | 6 de Setembro                              | AD Kê Morabeza, Boavista FC |
| 2018    | Desportivo Palmar Lusitano | Santana FC                                 | GD Cruz Vermelha, Oque d’El Rei |
| 2019    | UD Correia                 | CD Guadalupe                               | Desportivo Otótó, CD Conde |
| 2020    | keine Austragung           | keine Austragung                           | keine Austragung |
| 2021/22 | FC Neves                   | Inter Bom-Bom                              | Benfica Porto Alegre, UD Ribeira Peixe                                                                                             |
| 2023    | CD Guadalupe               | Juba de Diogo Simão                        | Santana FC, UD Amadora |
| 2024    | Oque d'El Rei              | UDESCAI                                    | UD Santa Margarida, SC São Tomé |
| 2025    |                            |                                            | |